# Moulton (Iowa)
Pour les articles homonymes, voir Moulton.
Moulton est une ville du comté d'Appanoose, en Iowa, aux États-Unis. Elle est cartographiée en 1867. En 1873, le réseau ferré Burlington and Southwestern Railway y est intégré.

## Source de la traduction
- (en) Cet article est partiellement ou en totalité issu de l’article de Wikipédia en anglais intitulé « Moulton, Iowa » (voir la liste des auteurs).